# Laurie Colson
Pour les articles homonymes, voir Colson.
Laurie Colson est une décoratrice belge connue pour son travail pour Grave de Julia Ducournau (2016) pour lequel elle a reçu le Magritte des meilleurs décors.

## Distinctions
- Citoyenne d'honneur de Liège (2018)[1]

## Filmographie

### Département artistique

#### Cinéma
- 2003 : Pas si grave
- 2003 : The Missing Half
- 2005 : Le Couperet (The Ax)
- 2005 : Ultranova
- 2006 : La Raison du plus faible
- 2007 : Cowboy
- 2007 : Les Fourmis rouges
- 2008 : Le Sel de la mer
- 2010 : Les Sauvages (court-métrage)
- 2014 : Tokyo Fiancée
- 2015 : La Dame dans l'auto avec des lunettes et un fusil

### Directeur artistique

#### Cinéma
- 2014 : Je te survivrai
- 2016 : Grave

### Réalisatrice

#### Cinéma
- 2008 : Incellar (court-métrage)
- 2011 : La Belle et la Bête (court-métrage)
- 2016 : Guru, a Hijra Family (aussi scénariste et directeur de la photographie)

### Décoratrice

#### Cinéma
- 2010 : C'est déjà l'été
- 2011 : L'Amante du Rif
- 2012 : Bye Bye Blondie
- 2013 : Une place sur la Terre
- 2014 : Je te survivrai
- 2014 : Tokyo Fiancée
- 2016 : Grave
- 2017 : Drôle de père
- 2017 : Madame Hyde
- 2018 : Pour vivre heureux

#### Courts-métrages
- 2005 : L'Automne, c'est triste en été...
- 2011 : Le Cours des choses
- 2012 : A New Old Story
- 2012 : Après 3 minutes
- 2012 : Que la suite soit douce

### Directeur de production

#### Cinéma
- 2003 : Mariées mais pas trop
- 2008 : Incellar (court-métrage)
- 2011 : La Belle et la Bête (court-métrage)

## Récompenses et distinctions
- 2018 : Magritte des meilleurs décors pour Grave[2]